# Caranx caninus
Caranx caninus es una especie de peces de la familia Carangidae en el orden de los Perciformes.

## Morfología
Los machos pueden llegar alcanzar los 101 cm de longitud total y los 17,7 kg de peso.

## Distribución geográfica
Se encuentra desde las  costas de San Diego (California, Estados Unidos) hasta las del Perú, incluyendo el Golfo de California e Islas Galápagos.